# MONCAME
MONCAME (mong. МОНЦАМЭ) – państwowa agencja prasowa Mongolii. Została założona w 1921 roku pod nazwą MONTA. 
Choć agencja oficjalnie rozpoczęła działalność w lipcu 1921 roku, już 30 marca na łamach radzieckiej Prawdy ukazała się informacja o wyzwoleniu Chiagtu przez wojska mongolskie, powołująca się na informacje z 18 marca, przesłane przez Mongolską Telegraficzną Agencję Informacyjną MONTA. W listopadzie 1921 roku zatwierdzono statut agencji i przekazano ją pod jurysdykcję Ministerstwa Spraw Zagranicznych, 3 lutego 1922 roku przejęta została przez dział Szkolenia i Rozwoju Ministerstwa Spraw Wojskowych. W tym samym czasie, jako pierwszy kraj na świecie, MONTĘ uznała Republika Południowej Afryki.
W 1957 r. zmieniła nazwę na MONCAME. Prowadzi serwis informacyjny montsame.nn.